# Tallink
Tallink, ou AS Tallink Grupp, est une compagnie de navigation maritime estonienne assurant le transport de passagers, de véhicules et de fret en car-ferry entre plusieurs pays de la mer Baltique. Fondée en 1989 comme une filiale de l'Estonian Shipping Company (ESCO), la compagnie commence ses activités en transportant des passagers et des véhicules entre l'Estonie (alors membre de l'URSS) et la Finlande. Après s'être développée sur ce marché tout au long des années 1990, notamment grâce à l'indépendance de l'Estonie, Tallink reprend en 2000 l'exploitation de la ligne entre l'Estonie et la Suède à la suite de la dissolution de sa marque sœur EstLine. S'imposant au cours des années 2000 comme l'un des principaux armateurs de la mer Baltique avec l'ouverture en 2006 d'une liaison entre la Lettonie et la Suède, la compagnie rachète également cette même année l'opérateur historique finlandais Silja Line. Avec sa performante flotte de cruises-ferries offrant des prestations de qualité, Tallink compte aujourd'hui parmi les plus importantes compagnies de ferries au monde.

## Histoire
Les origines de Tallink remontent à 1965 lorsque la compagnie soviétique Estonian Shipping Company (ESCO) met en place une ligne entre l'URSS et la Finlande à l'aide du petit paquebot Vanemuine. L'exploitation de lignes régulières et assurées toute l'année débute en 1968 avec la mise en service du Tallinn qui assure la liaison sans discontinuité jusqu'à son remplacement par le car-ferry Georg Ots en 1980,.

### 1989-1992

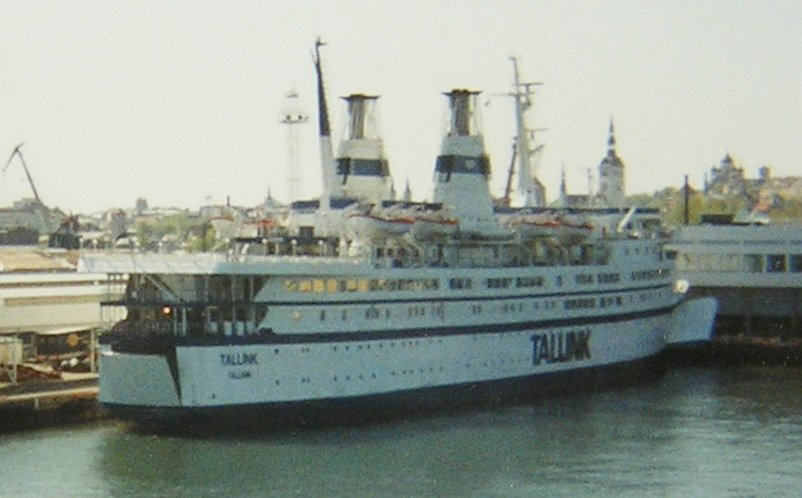
Le Tallink dans le port de Tallinn en 1994.

En mai 1989, ESCO cofonde avec la société finlandaise Palkkiyhtymä Oy une nouvelle filiale dénommée Tallink. En décembre, les deux sociétés achètent à SeaEscape le car-ferry Scandinavian Sky et l'intègrent à la flotte du nouvel armement. Le navire est renommé Tallink et mis en service à partir de janvier 1990 sur la ligne Tallinn - Helsinki. Plus tard, la même année, le roulier Transestonia rejoint la flotte et le nom Tallink devient la marque commerciale officielle de l'entreprise. À cette même période, ESCO exploitait toujours le Georg Ots entre Helsinki et Tallinn, concurrençant ainsi sa propre filiale. Ce problème est cependant résolu en septembre 1991 lorsque le Georg Ots est transféré au sein de la flotte de Tallink. Ainsi, au début des années 1990, le trafic passagers entre Tallinn et Helsinki est en constante hausse. Afin de répondre à une demande particulièrement croissante lors des saisons hivernales, Tallink affrète chaque hiver de 1992 à 1995 le car-ferry Saint-Patrick II d'Irish Ferries.

### 1993-2000

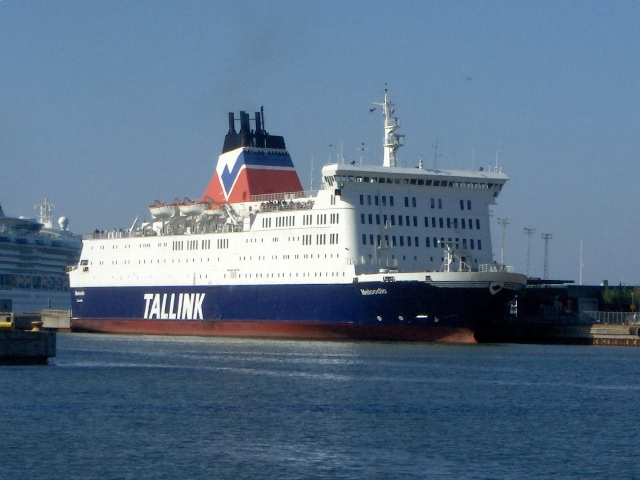
Le Meloodia, transféré de la flotte d'EstLine à la flotte de Tallink en 1996.

Tallink devient une compagnie entièrement estonienne en 1993 lorsque Palkkiyhtymä vend ses parts de l'entreprise et le navire Tallink à ESCO. Au même moment, le marché florissant des lignes entre Tallinn et Helsinki pousse d'autres compagnies à s'y implanter, telles que l'Estonian New Line détenue par la société estonienne Inreko. Cependant, afin d'éviter la concurrence, Tallink et Inreko fusionnent pour former la société AS Eminre. Tallink reste en revanche le nom commercial de la compagnie,. Plus tard, la même année, Inreko fait l'acquisition du car-ferry Nord Estonia auprès d'EstLine (autre filiale d'ESCO détenue conjointement par la société suédoise Nordström & Thulin Ab) et le fait naviguer sous le nom de Vana Tallinn entre Tallinn et Helsinki. Inreko achète également deux hydroptères, les Liisa et Laura naviguant sous la marque de Tallink Express. Tallink tente aussi, cette année-là, d'ouvrir une ligne entre l'Estonie et l'Allemagne en affrétant les ferries Balanga Queen et Ambassador II sur la ligne Helsinki - Tallinn - Travemünde,.
En septembre 1994, les opérations de AS Eminre sont séparées en deux sociétés, l'une exploitant les lignes avec l'Allemagne (qui seront cependant fermées) et l'autre, AS Hansatee, chargée de l'exploitation de la ligne Tallinn - Helsinki et de la marque Tallink,. ESCO, détenant 45 % des parts, est l'actionnaire majoritaire de Hansatee, tandis qu'Inreko n'en détient que 12,75%. Les 42,25% restantes sont détenues, quant à elles, par la banque estonienne Eesti Ühispank. En 1996, Hansatee apporte le premier car-ferry de grande capacité dans la flotte de Tallink en affrétant le Mare Balticum à EstLine. Le navire est renommé Meloodia et placé entre Tallinn et Helsinki. À la suite de problèmes d'entente entre ESCO et Inreko (notamment en ce qui concerne le prix de l'affrètement du Vana Tallinn), Cette dernière vend les parts qu'elle possédait dans Hansatee à ESCO en décembre 1996 ainsi que les hydroptères à la société estonienne Linda Lines. Inreko conserve néanmoins le Vana Tallinn qu'elle exploite toujours sur entre Tallinn et Helsinki sous la marque commerciale TH Ferries, (Le navire réintègrera cependant la flotte de Tallink peu de temps après). 
En 1997, un second car-ferry de grandes dimensions est affrété, il s'agit du Normandy de la compagnie suédoise Stena Line. Afin de remplacer les hydroptères, Hansatee rachète un catamaran en mai et le rebaptise Tallink Express I,. Au même moment, il apparaît que deux car-ferries de grande capacité sont nécessaires afin d'absorber le trafic entre Tallinn et Helsinki. Lorsque l'affrètement du Normandy prend fin en décembre 1997, Tallink fait l'acquisition du Lion King auprès de Stena Line. Le nouveau navire entre en exploitation en février 1998 sous le nom de Fantaasia. En juillet, Tallink rachète le roulier Kapella et ouvre une ligne de fret entre Paldiski et Kapellskär, première route de Tallink à destination de la Suède. En octobre, le car-ferry Tallink, obsolète et non conforme aux nouvelles mesures de sécurité maritime, est vendu. En décembre, Hansatee achète un nouveau navire à grande vitesse capable de transporter des véhicules, le Tallink AutoExpress.

### 2000-2006

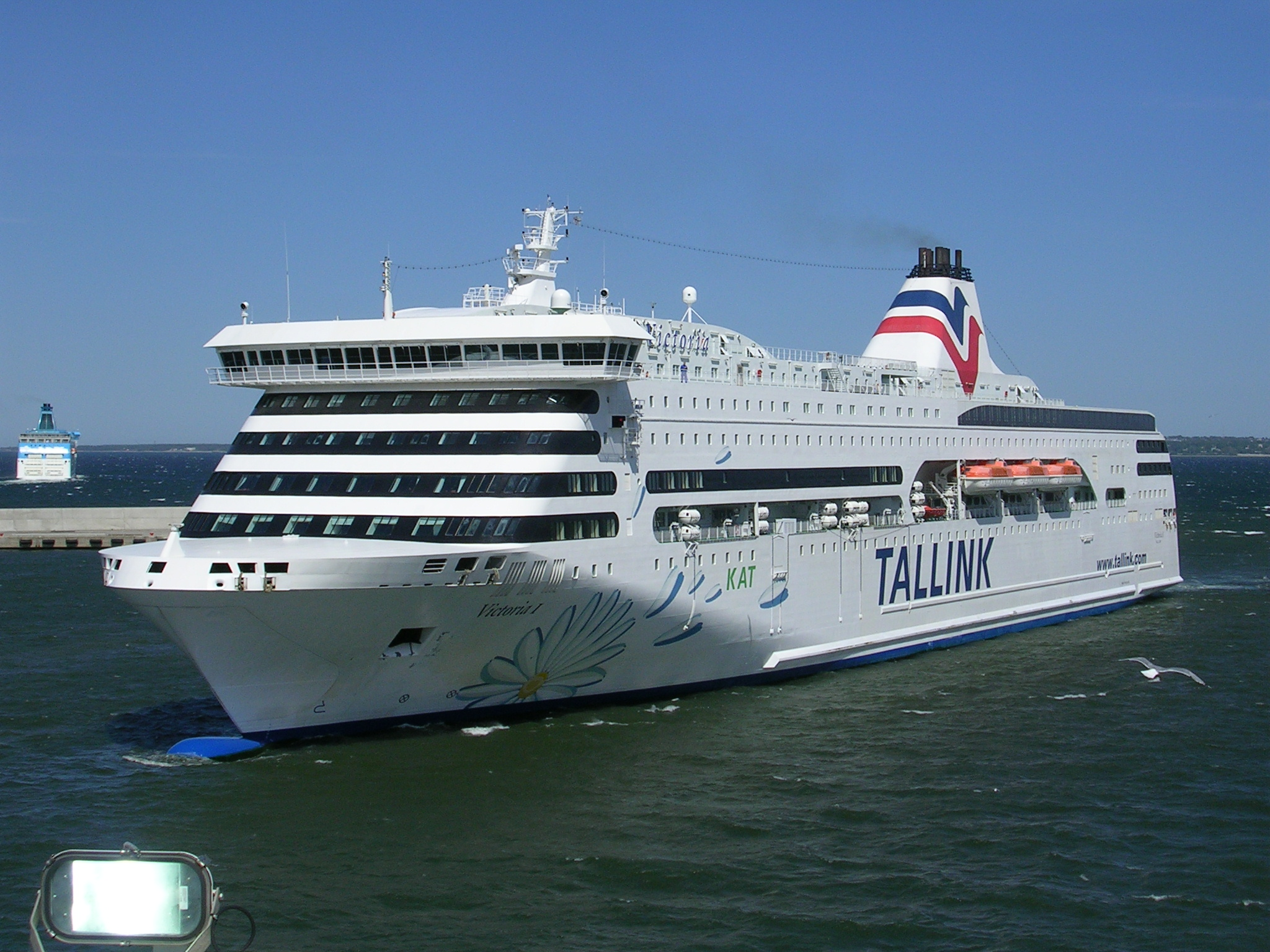
Les sister-ships Romantika et Victoria I (ci-dessus) sont les premiers navires commandés par Tallink.

En 2000, ESCO devient l'unique propriétaire d'EstLine. La flotte de cette dernière, comptant les cruise-ferries Regina Baltica et Baltic Kristina, est alors transférée au sein de Hansatee. Tallink reprend, de ce fait, l'exploitation de la ligne entre Tallinn et Stockholm,. Quelques mois plus tard, en août 2000, Hansatee passe sa première commande de navire neuf aux chantiers finlandais Aker Finnyards. En juin 2001, la compagnie fait l'acquisition d'un second catamaran, le Tallink AutoExpress 2. Peu après, le mois suivant, EstLine est officiellement déclarée en faillite et dissoute.
Courant 2002, AS Hansatee change de nom en AS Tallink Grupp. En mai de cette même année, la compagnie prend livraison du cruise-ferry Romantika capable de transporter plus de 2 500 passagers. Placé sur la ligne Tallinn - Helsinki, le nouveau navire est très apprécié par la clientèle, il s'en dégage, au cours des premiers mois de son exploitation, un bénéfice à la hauteur des espérances de Tallink. Un sister-ship est alors commandé aux mêmes chantiers en octobre,. En novembre, le car-ferry Georg Ots est retiré de la flotte et vendu au gouvernement russe. En 2004, trois nouveaux navires rejoignent la flotte Tallink, les navires à grande vitesse Tallink AutoExpress 3 et Tallink AutoExpress 4 ainsi que le cruise-ferry Victoria I, sister-ship du Romantika, placé sur la ligne Tallinn - Stockholm en remplacement du Fantaasia qui est redéployé sur une nouvelle ligne entre Helsinki et Saint-Pétersbourg via Tallinn. L'exploitation de cette ligne se révèlera cependant déficitaire et sera arrêtée en janvier 2005. Plus tard en 2005, Tallink commande un troisième cruise-ferry et un ferry rapide aux chantiers Aker Finnyards,. Un autre ferry rapide est également commandé aux chantiers Fincantieri d'Ancône. Le 9 décembre 2005, Tallink est cotée à la Bourse de Tallinn. Fin décembre, un sister-ship du cruise-ferry alors en construction est commandé.

### Depuis 2006
En 2006, Tallink rachète les activités du groupe grec Attica en mer Baltique et ouvre une ligne entre Riga, la capitale lettone, et Stockholm en y exploitant dans un premier temps le Fantaasia puis le Regina Baltica,. La compagnie réceptionne également le nouveau cruise-ferry Galaxy mis en service sur la ligne Tallinn - Helsinki en remplacement du Romantika qui est redéployé sur la ligne de Stockholm. Le Tallink AutoExpress est quant à lui retiré du service et vendu. Quelques mois plus tard, Tallink réalise une acquisition historique en rachetant l'opérateur historique finlandais Silja Line à sa précédente société mère, Sea Containers Ltd. En octobre, la compagnie propose d'exploiter des lignes subventionnées par l'état suédois entre le continent et l'île de Gotland pour une concession allant de 2009 à 2015.

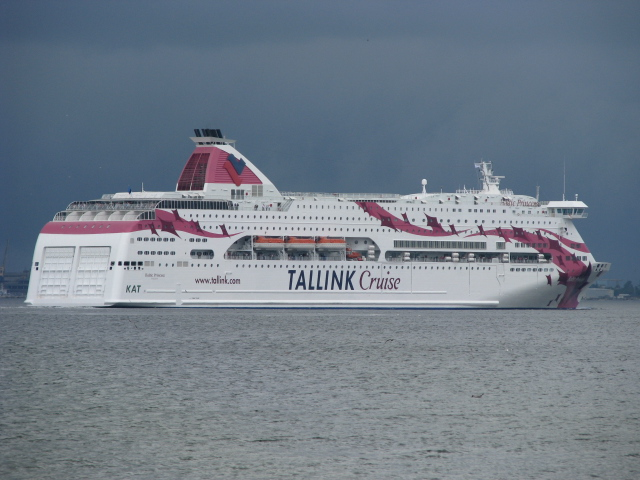
Le Baltic Princess, second navire de la classe Galaxy, mis en service en 2008.

Début 2007, les navires que Tallink avait précédemment racheté au groupe Attica sont transférés sur la ligne Tallinn - Helsinki - Rostock, marquant le retour du groupe sur le marché allemand,,. En avril, la compagnie réceptionne le car-ferry rapide Star qui est placé sur la ligne Tallinn - Helsinki en remplacement du Meloodia qui est d'abord affrété par la compagnie espagnole Balearia puis vendu,, tout comme les Tallinn AutoExpress 3 et Tallinn AutoExpress 4,. En avril, Tallink commande un troisième navire de la classe Galaxy.
L'année 2008 est marquée par l'entrée en flotte de deux navires, le ferry rapide Superstar et le cruise-ferry Baltic Princess, sister ship du Galaxy. Tous deux sont placés sur la ligne Tallinn - Helsinki,, ce qui entraîne la vente du Tallink AutoExpress 2  et le transfert du Galaxy dans la flotte de Silja Line. Ce transfert est marqué par un échange, le cruise-ferry Silja Festival de Silja Line passe sous les couleurs de Tallink et rejoint le Regina Baltica sur la ligne Riga - Stockholm. En novembre, le Superfast IX, l'un des trois navires achetés au groupe Attica en 2006, est affrété par la compagnie canadienne Marine Atlantic pour une durée de 5 ans. En avril 2009, Tallink prend livraison du troisième navire de la classe Galaxy, le Baltic Queen, placé sur la ligne Tallinn - Mariehamn - Stockholm  en remplacement du Romantika, ce qui permet son redéploiement sur la ligne Riga - Stockholm à la place du Regina Baltica qui est affrété par la compagnie espagnole Acciona Transmediterranea.
En novembre 2009, le service entre la Finlande et l'Allemagne est temporairement interrompu. Les navires Superfast VII et Superfast VIII sont désarmés durant l'hiver à Kopli puis reprennent leur exploitation en avril 2010,.
En décembre 2009, il est révélé que la compagnie rencontre des difficultés à rembourser sa dette s'élevant à 1,1 milliard d'euros. l'exercice fiscal se terminant en août a entraîné une perte d'exploitation et l'entreprise a dû renégocier avec ses 15 banques de financement des échéanciers de remboursement de la dette pour la période allant de 2009 à 2011. Les banques s'octroient alors un rôle prépondérant dans l'entreprise, plus aucun versement de dividende, ni investissement, ni signature de contract ne peuvent être réalisés sans l'approbation des créanciers. Afin de rembourser sa dette le plus vite possible, la compagnie étudie des plans visant à louer ou vendre une partie de sa flotte. Cette dette est en partie due au rachat de Silja Line et des activités en Baltique du groupe Attica.
En mars 2011, Tallink annonce la fermeture de la ligne Helsinki - Tallinn - Rostock et l'affrètement des Superfast VII et Superfast VIII par la compagnie suédoise Stena Line pour une durée de trois ans renouvelable à partir du mois d'août.

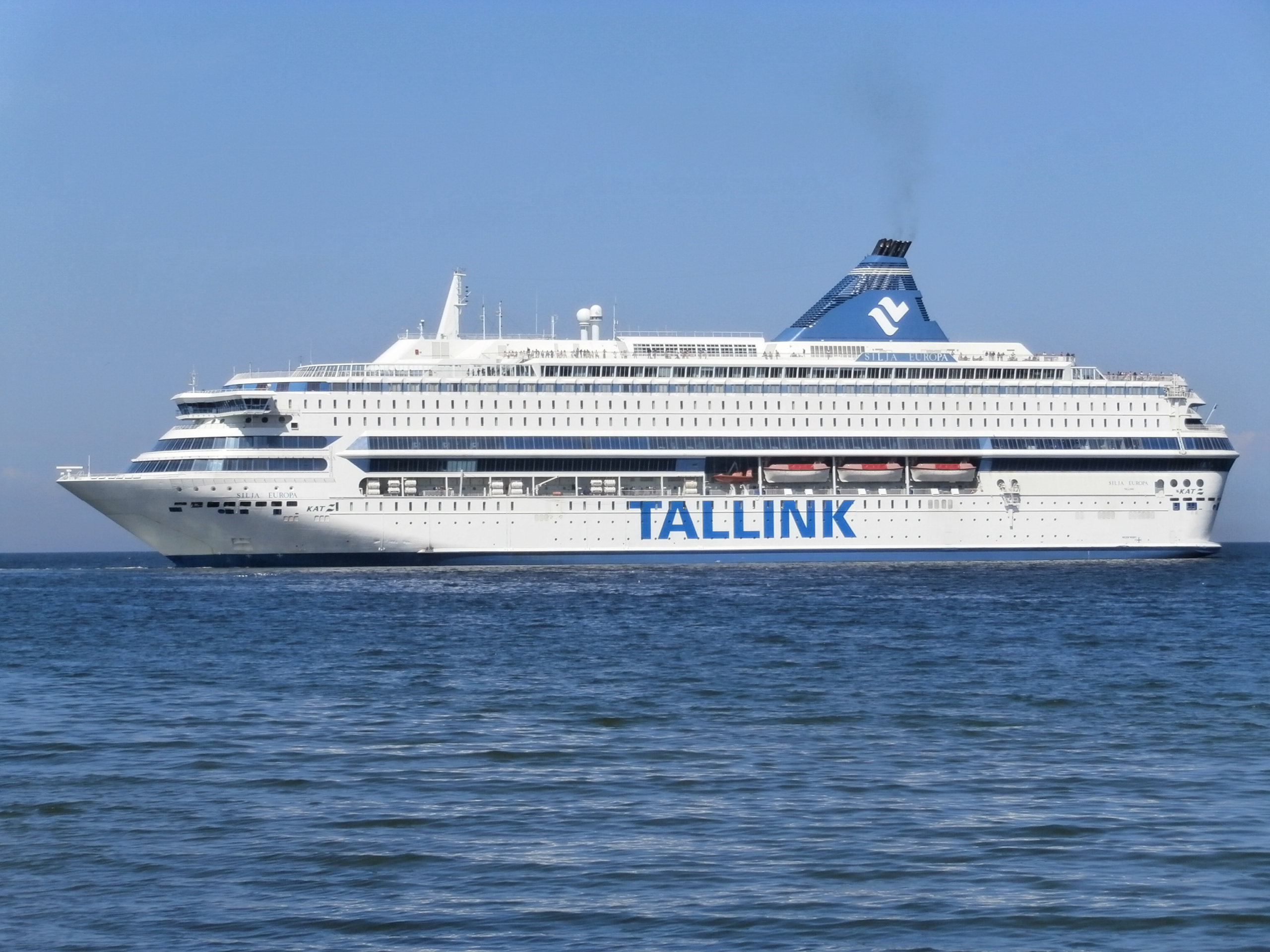
Le Silja Europa, transféré dans la flotte de Tallink en 2013.

En janvier 2013, le cruise-ferry Silja Europa est transféré au sein de la flotte de Tallink et placé sur la ligne Tallinn - Helsinki. En février, le Baltic Princess est transféré dans la flotte de Silja Line. En avril, la compagnie fait l'acquisition du cruise-ferry Isabella auprès de la compagnie finlandaise Viking Line. Le navire est renommé Isabelle et placé sur la ligne Riga - Stockholm en remplacement du Silja Festival qui est par la suite affrété comme hôtel flottant au Canada. En septembre 2014, le Silja Europa part pour l'Australie dans le cadre d'un affrètement par la société Bridgemans Service Ltd jusqu'en décembre 2015. En août, le Romantika est déplacé sur la ligne Tallinn - Mariehamn - Stockholm.

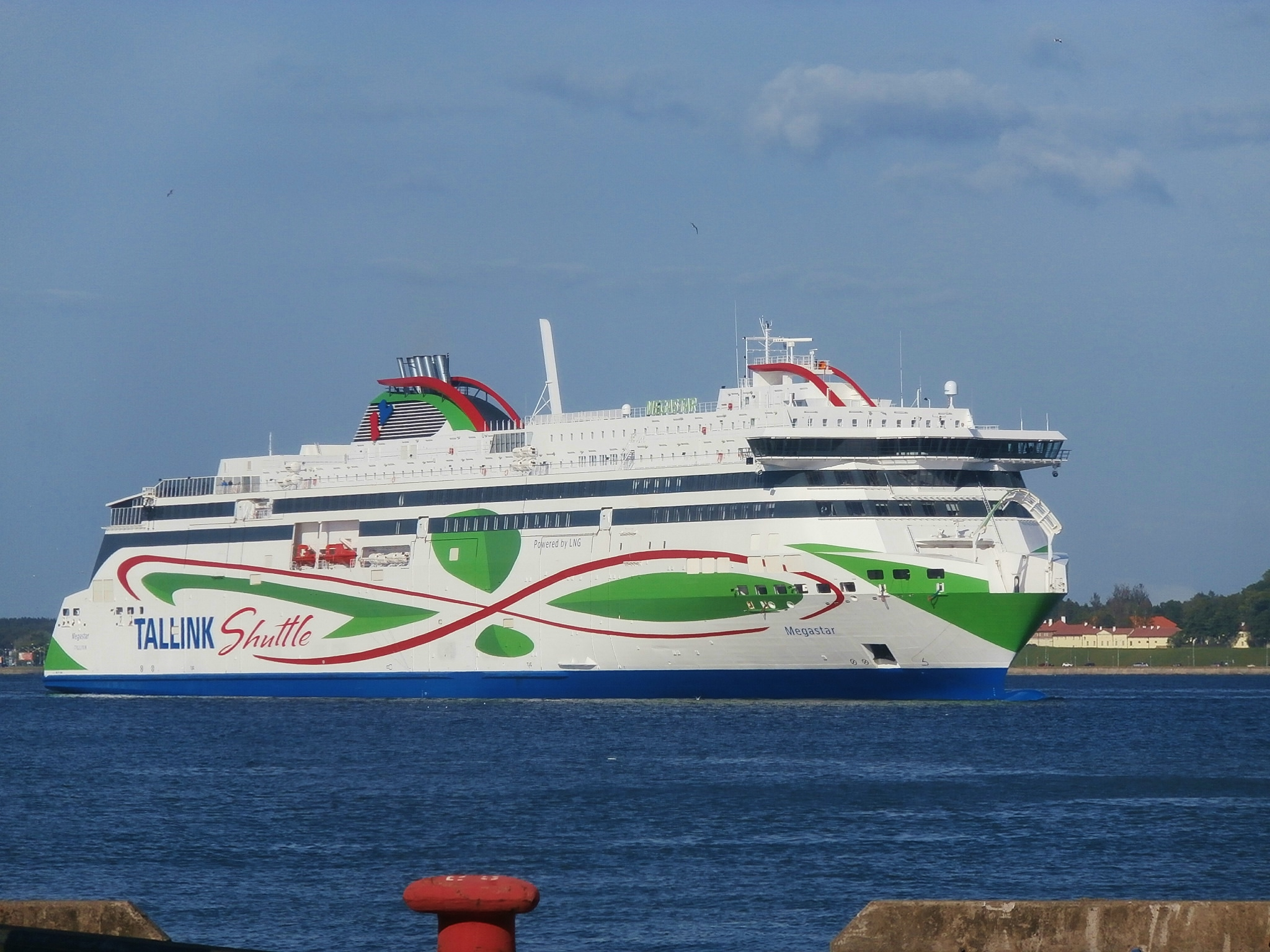
Le Megastar premier navire de Tallink à être propulsé au GNL.

En février 2015, Tallink passe commande d'un nouveau ferry rapide aux chantiers Meyer Turku pour la ligne Tallinn - Helsinki. En mai, l'affrètement du Silja Festival au Canada prend fin et le navire est vendu.
En août 2016, le Silja Europa retourne entre Tallinn et Helsinki. En décembre, le Romantika est de nouveau affecté à la ligne Riga - Stockholm.
En janvier 2017, Tallink réceptionne le nouveau ferry rapide Megastar qui est mis en service entre Tallinn et Helsinki en remplacement du Superstar qui est vendu. En juillet, la compagnie vend les Superfast VII et Superfast VIII qui étaient jusqu'ici affrétés par Stena Line.
En 2021, devant l’incertitude de la reprise de certaines lignes de la compagnie les jumeaux Victoria 1 et Romantika sont affrétés par la compagnie marocaine Inter Shipping dès le mois de juin 2021.

## Lignes desservies

### Estonie-Finlande
La ligne entre Tallinn et Helsinki et vice-versa est assurée plusieurs fois par jour (jusqu'à 9 départs quotidiens) par les navires rapides Megastar et MyStar. Le cruise-ferry Victoria I effectue également une traversée par jour à faible vitesse sur cette ligne.

### Estonie-Suède
La ligne entre Tallinn et Stockholm et vice-versa est assurée un jour sur deux, de nuit, par le cruise-ferry Baltic Queen. Une escale à Mariehamn, sur l'île d'Åland, est effectuée chaque traversée.

## Flotte

### Flotte actuelle
Voir aussi Silja Line - Flotte actuelle
En 2025, Tallink possède huit navires, trois cruise-ferries, trois ferries rapides et deux rouliers.
| Navire       | Pavillon | Type         | Construction | Entrée en flotte | Tonnage    | Longueur | Largeur | Passagers | Véhicules         | Vitesse    | Statut       |
| ------------ | -------- | ------------ | ------------ | ---------------- | ---------- | -------- | ------- | --------- | ----------------- | ---------- | ------------ |
| Baltic Queen |          | Cruise-ferry | 2009         | 2009             | 48 915 UMS | 212,10 m | 29 m    | 2 800     | 600               | 24,5 nœuds | En service   |
| Victoria I   |          | Cruise-ferry | 2004         | 2004             | 40 975 UMS | 192,80 m | 29 m    | 2 500     | 400               | 22 nœuds   | En service   |
| Romantika    |          | Cruise-ferry | 2002         | 2002             | 40 803 UMS | 192,80 m | 29 m    | 2 500     | 400               | 22 nœuds   | Hors service |
| MyStar       |          | Ferry rapide | 2022         | 2022             | 50 629 UMS | 212 m    | 30,60 m | 2 800     | 800               | 27 nœuds   | En service   |
| Megastar     |          | Ferry rapide | 2017         | 2017             | 49 134 UMS | 212 m    | 30,60 m | 2 800     | 800               | 27 nœuds   | En service   |
| Superfast IX |          | Ferry rapide | 2002         | 2006             | 30 285 UMS | 203,30 m | 25 m    | 550       | 531               | 25,5 nœuds | En service   |
| Sailor       |          | Roulier      | 1987         | 2020             | 20 783 UMS | 157,60 m | 25,30 m | 119       | 1 400 m linéaires | 20,5 nœuds | Hors service |
| Regal Star   |          | Roulier      | 2000         | 2004             | 15 281 UMS | 146,20 m | 23,80 m | 100       | 1 740 m linéaires | 18 nœuds   | En service   |

### Navires affrétés
En 2025, Tallink frète deux de ses navires. Les cruise-ferries Silja Europa et le Galaxy sont employés pour héberger des clandestins aux Pays-Bas.
| Navire       | Pavillon | Type         | Construction | Entrée en flotte | Période d'affrètement | Affréteur                           | Tonnage    | Longueur | Largeur | Passagers | Véhicules | Vitesse    | Statut     |
| ------------ | -------- | ------------ | ------------ | ---------------- | --------------------- | ----------------------------------- | ---------- | -------- | ------- | --------- | --------- | ---------- | ---------- |
| Silja Europa |          | Cruise-ferry | 1993         | 2013             | depuis 2022           | Centraal Orgaan Opvang Asielzoekers | 59 912 UMS | 201,80 m | 32,50 m | 3 696     | 400       | 21,5 nœuds | En service |
| Galaxy I     |          | Cruise-ferry | 2006         | 2006             | depuis 2022           | Centraal Orgaan Opvang Asielzoekers | 48 915 UMS | 212,10 m | 29 m    | 2 800     | 420       | 24,5 nœuds | En service |

### Anciens navires
| Navire                | Pavillon | Type                    | Mise en service | Période      | Tonnage    | Longueur | Largeur | Passagers | Véhicules         | Vitesse    | Statut |
| --------------------- | -------- | ----------------------- | --------------- | ------------ | ---------- | -------- | ------- | --------- | ----------------- | ---------- | --- |
| Balanga Queen         |          | Ferry                   | 1968            | 1994         | 11 979 UMS | 134,45 m | 21,87 m | 1 400     | 220               | 19 nœuds   | Affrété par Tallink en 1994. Démoli en 2012 au Bangladesh.                                                                                         |
| Ambassador II         |          | Ferry                   | 1970            | 1994         | 7 993 UMS  | 134 m    | 20,82 m | 1 040     | 238               | 22 nœuds   | Affrété par Tallink en 1994. Démoli en 2011 aux États-Unis.                                                                                        |
| Saint Patrick II      |          | Ferry                   | 1973            | 1992-1995    | 7 210 UMS  | 125,22 m | 21,53 m | 1 500     | 420               | 21,5 nœuds | Affrété par Tallink chaque hiver de 1992 à 1995. A terminé sa carrière au Canada sous le nom de C.T.M.A. Vacancier. Démoli en 2024.                |
| Tallink               |          | Ferry                   | 1972            | 1989-1996    | 10 341 UMS | 126,93 m | 19,59 m | 900       | 170               | 21 nœuds   | Démoli en Inde en 2005. |
| Normandy              |          | Ferry                   | 1981            | 1997         | 17 043 UMS | 149,03 m | 26,01 m | 2 060     | 450               | 19,5 nœuds | Affrété par Tallink en 1997. Démoli en Inde en 2012.                                                                                               |
| Apollo/Corbière       |          | Ferry                   | 1970            | 1994 et 1998 | 12 549 UMS | 125 m    | 21 m    | 600       | 150               | 18 nœuds   | Affrété par Tallink en 1994 et en 1998, le navire aura changé de nom entre ces deux périodes. Navigue toujours actuellement sous son nom original. |
| Transestonia          |          | Roulier                 | 1972            | 1992-2000    | 2 386 UMS  | 118,09 m | 16,04 m | 14        | 866 m linéaires   | 17 nœuds   | Démoli en Inde en 2006. |
| Georg Ots             |          | Ferry                   | 1980            | 1993-2000    | 12 549 UMS | 125 m    | 21 m    | 600       | 150               | 18 nœuds   | Démoli en Chine en 2014. |
| Tallink Express I     |          | Navire à grande vitesse | 1989            | 1997-2001    | 430 UMS    | 38,82 m  | 9,44 m  | 250       | -                 | 35 nœuds   | Navigue pour le compte de Hellas Speed Cat sous le nom de Speed Cat 1                                                                              |
| Baltic Kristina       |          | Ferry                   | 1973            | 2001-2002    | 12 281 UMS | 127,80 m | 22,05 m | 1 200     | 344               | 19 nœuds   | Navigue sous le nom de Rigel I pour le compte de Ventouris Ferries.                                                                                |
| Tallink AutoExpress   |          | Navire à grande vitesse | 1996            | 1999-2004    | 4 859 UMS  | 78,60 m  | 23,40 m | 536       | 150               | 39,4 nœuds | Actuellement propriété d'Acciona Trasmediterranea sous le nom d‘Alcantara Dos.                                                                     |
| Meloodia              |          | Ferry                   | 1979            | 1996-2007    | 17 955 UMS | 137,01 m | 27,80 m | 1 900     | 555               | 21,5 nœuds | Affrété par Balearia puis vendu en 2007. Démoli en 2021.                                                                                           |
| Tallink AutoExpress 3 |          | Navire à grande vitesse | 1997            | 2004-2007    | 3 791 UMS  | 95 m     | 16 m    | 600       | 170               | 36 nœuds   | Navigue sous le nom de Queen Nefertiti pour le compte de Arab Bridge Maritime Co.                                                                  |
| Tallink AutoExpress 4 |          | Navire à grande vitesse | 1996            | 2004-2007    | 3 750 UMS  | 95 m     | 16 m    | 580       | 173               | 36 nœuds   | Navigue sous le nom de Paraguana 1 pour le compte de Naviera Paraguana.                                                                            |
| Fantaasia             |          | Ferry                   | 1979            | 1998-2007    | 16 405 UMS | 136,11 m | 24,24 m | 1 800     | 425               | 21,5 nœuds | Navigue sous le nom de Rigel III pour le compte de Ventouris Ferries.                                                                              |
| Tallink AutoExpress 2 |          | Navire à grande vitesse | 1997            | 2001-2009    | 5 419 UMS  | 82,30 m  | 23,40 m | 700       | 175               | 40 nœuds   | Affrété par Consolidada de Ferrys entre 2007et 2009, vendu en 2009. Naufrage dans le port de Guanta le 4 août 2018, vendu à la casse en 2021       |
| Vana Tallinn          |          | Ferry                   | 1974            | 1994-2011    | 10 002 UMS | 153,70 m | 22,31 m | 1 500     | 370               | 18 nœuds   | Vendu à Allferries en juin 2011. Démoli en 2014.                                                                                                   |
| Baltic Princess       |          | Cruise-ferry            | 2008            | 2008-2013    | 48 915 UMS | 212,10 m | 29 m    | 2 800     | 600               | 24,5 nœuds | Transféré dans la flotte de Silja Line. |
| Silja Festival        |          | Cruise-ferry            | 1986            | 2008-2015    | 34 694 UMS | 171,50 m | 27,60 m | 2 000     | 300               | 22 nœuds   | Utilisé comme hôtel flottant à Vancouver de 2013 à 2014 puis vendu en 2015 au groupe Corsica Ferries.                                              |
| Regina Baltica        |          | Ferry                   | 1980            | 2000-2015    | 18 345 UMS | 145,19 m | 25,51 m | 2 000     | 500               | 21,3 nœuds | Affrété par diverses compagnies depuis son remplacement en 2009. Vendu en 2015.                                                                    |
| Superstar             |          | Ferry rapide            | 2008            | 2008-2017    | 36 277 UMS | 175,10 m | 27,60 m | 2 080     | 665               | 27 nœuds   | Vendu fin 2015 au groupe Corsica Ferries, a quitté la flotte en 2017. Navigue actuellement en Méditerranée sous le nom de Pascal Lota.             |
| Stena Superfast VII   |          | Ferry rapide            | 2001            | 2006-2017    | 30 285 UMS | 203,30 m | 25,42 m | 626       | 661               | 28,9 nœuds | Affrété depuis 2011 par Stena Line puis racheté par cette dernière en 2017.                                                                        |
| Stena Superfast VIII  |          | Ferry rapide            | 2001            | 2006-2017    | 30 285 UMS | 203,30 m | 25,42 m | 626       | 661               | 28,9 nœuds | Affrété depuis 2011 par Stena Line puis racheté par cette dernière en 2017.                                                                        |
| Sea Wind              |          | Roulier                 | 1972            | 2009-2022    | 15 879 UMS | 154,41 m | 22 m    | 220       | 1 270 m linéaires | 17 nœuds   | Navigue actuellement en Mer Noire. |
| Isabelle              |          | Cruise-ferry            | 1989            | 2013-2024    | 35 154 UMS | 169,40 m | 27,61 m | 2 480     | 364               | 21,5 nœuds | Racheté par Bridgemans Services. Actuellement employé comme hôtel flottant au Canada.                                                              |
| Star I                |          | Ferry rapide            | 2007            | 2007-2025    | 36 249 UMS | 186 m    | 27,70 m | 1 900     | 450               | 27,5 nœuds | Vendu à Irish Ferries. |

## Actionnaires
Au 29 février 2020, les 10 plus grands actionnaires du groupe Tallink sont:
| #  | Actionnaire                    | Actions     | %   |
| -- | ------------------------------ | ----------- | --- |
| 1  | AS Infortar (et)               | 261 311 973 | 39% |
| 2  | Baltic Cruises Holding L.P.    | 107 843 230 | 16% |
| 3  | Baltic Cruises Investment L.P. | 36 931 732  | 6%  |
| 4  | ING Luxembourg ACC             | 24 829 806  | 4%  |
| 5  | Nordea                         | 21 111 606  | 3%  |
| 6  | ING Luxembourg AIF             | 19 262 260  | 3%  |
| 7  | Citigroup                      | 13 850 000  | 2%  |
| 8  | State Street Bank              | 12 086 412  | 2%  |
| 9  | Clearstream Banking            | 9 722 541   | 1%  |
| 10 | Nordea FDR                     | 9 218 793   | 1%  |